# Misumenoides
Genre
Misumenoides est un genre d'araignées aranéomorphes de la famille des Thomisidae.

## Distribution
Les espèces de ce genre se rencontrent en Amérique et en Asie du Sud.

## Liste des espèces
Selon World Spider Catalog (version 25.5, 25/07/2024) :
- Misumenoides annulipes (O. Pickard-Cambridge, 1891)
- Misumenoides athleticus (Mello-Leitão, 1944)
- Misumenoides bifissus F. O. Pickard-Cambridge, 1900
- Misumenoides blandus (O. Pickard-Cambridge, 1891)
- Misumenoides carminatus Mello-Leitão, 1941
- Misumenoides chlorophilus (Holmberg, 1881)
- Misumenoides corticatus Mello-Leitão, 1929
- Misumenoides crassipes (Keyserling, 1880)
- Misumenoides dasysternon Mello-Leitão, 1943
- Misumenoides decipiens Caporiacco, 1955
- Misumenoides depressus (O. Pickard-Cambridge, 1891)
- Misumenoides eximius Mello-Leitão, 1938
- Misumenoides formosipes (Walckenaer, 1837)
- Misumenoides fusciventris Mello-Leitão, 1929
- Misumenoides gerschmanae Mello-Leitão, 1944
- Misumenoides gwarighatensis Gajbe, 2004
- Misumenoides illotus Soares, 1944
- Misumenoides magnus (Keyserling, 1880)
- Misumenoides nigripes Mello-Leitão, 1929
- Misumenoides nigromaculatus (Keyserling, 1880)
- Misumenoides obesulus (Gertsch & Davis, 1940)
- Misumenoides parvus (Keyserling, 1880)
- Misumenoides paucispinosus Mello-Leitão, 1929
- Misumenoides proseni Mello-Leitão, 1944
- Misumenoides quetzaltocatl Jiménez, 1992
- Misumenoides roseiceps Mello-Leitão, 1949
- Misumenoides rubrithorax Caporiacco, 1947
- Misumenoides rubroniger Mello-Leitão, 1947
- Misumenoides rugosus (O. Pickard-Cambridge, 1891)
- Misumenoides similis (Keyserling, 1881)
- Misumenoides tibialis (O. Pickard-Cambridge, 1891)
- Misumenoides vazquezae (Jiménez, 1986)
- Misumenoides vigilans (O. Pickard-Cambridge, 1890)
- Misumenoides vulneratus Mello-Leitão, 1929

## Systématique et taxinomie
Ce genre a été décrit par F. O. Pickard-Cambridge en 1900 dans les Thomisidae.

## Publication originale
- F. O. Pickard-Cambridge, 1900 : « Arachnida - Araneida and Opiliones. » Biologia Centrali-Americana, Zoology, vol. 2, p. 89-192 (texte intégral).